# 아흐마드 알막툼
아흐마드 빈 무함마드 빈 하시르 알막툼(아랍어: أحمد بن محمد بن حشر آل مكتوم,‎ 1963년 2월 18일~)은 아랍에미리트의 사격 선수, 지도자로 주 종목은 더블 트랩이다. 올림픽에 3회 참가했고 2004년 하계 올림픽 남자 더블 트랩 종목에서 금메달을 획득했다. 그는 아랍에미리트 선수로는 최초로 올림픽 메달을 획득한 선수이며 유일한 아랍에미리트의 올림픽 금메달리스트이다.